# Transport express régional
Transport express régional (TER) er SNCFs, Frankrigs nationale jernbaneselskabs, betegnelse for regionaltog. 700.000 passagerer benytter dagligt TER-forbindelserne. Hver region i Frankrig har hver sin TER-afdeling. Undtaget er Île-de-France, der har sin egen særlige afdeling kaldet Transilien. TER mødte dagens lys i 1984.